# ویرجین اوربیت
ویرجین اوربیت (انگلیسی: Virgin Orbit) شرکت هوافضای آمریکایی است، که در سال ۲۰۱۷ تأسیس شد. این شرکت برای فرستادن ماهواره به فضا از یک هواپیمای بوئینگ ۷۴۷ (به نام دختر کیهانی) به علاوه یک موشک که به هواپیما متصل بود استفاده می‌کرد.
این شرکت در ۱۰ ژانویه ۲۰۲۳ از پایگاه فضایی کورن‌وال در جنوب‌غربی بریتانیا هواپیما دختر کیهانی را به همراه موشک لانچر وان و ۹ ماهواره راهی فضا کرد اما پرتاب موفق نبود و ماهواره‌ها از دست رفتند پس از این حادثه شرکت اعلام کرد که به علت عدم توانایی در تأمین بودجه ۸۵ درصد از کارمندانش را اخراج کرده و سرانجام در روز ۵ آوریل ۲۰۲۳ شرکت اعلام ورشکستگی کرد.